# 伊尼亚齐奥·西洛内
伊尼亚齐奥·西洛内（義大利語：Ignazio Silone），原名塞贡多·特兰奎利（義大利語：Secondino Tranquilli，1900年5月1日—1978年8月22日），意大利政治人物、小说家、短篇故事作家，第二次世界大战期间以反法西斯小说而知名，曾10次获得诺贝尔文学奖提名，1969年获得耶路撒冷奖。